# Washoe (chimpancé)
Washoe (septiembre de 1965-30 de octubre de 2007) fue una chimpancé común hembra  que fue el primer ser vivo no humano en aprender a comunicarse mediante la lengua de signos norteamericana (ASL, por sus siglas en inglés), como parte de un experimento de investigación sobre la adquisición del lenguaje en los animales.
Washoe aprendió aproximadamente trescientas cincuenta palabras del ASL, y además le enseñó algunas de estas palabras a su hijo adoptivo Loulis. Usando métodos similares, muchos otros chimpancés aprendieron más tarde unas ciento cincuenta o más señas, y fueron capaces de combinarlas para formar mensajes complejos.

## Vida
Washoe nació en el oeste de África cerca de septiembre de 1965. Fue capturada para ser usada por la Fuerza Aérea de Estados Unidos en investigaciones para el programa espacial. Su nombre proviene del condado de Washoe, donde fue llevada tras ser adoptada por los doctores Allen Gardner y Beatrix Gardner el 21 de junio de 1966.
En 1967 los Gardner establecieron un proyecto para enseñarle a Washoe a usar el lenguaje de signos americano en la Universidad de Nevada, Reno. Para entonces, habían fallado los intentos previos de enseñarle a un chimpancé a imitar el lenguaje vocal, llevados a cabo en los proyectos Gua y Vicki. Los Gardner creían que estos proyectos habían fallado debido a que los chimpancés eran fisiológicamente incapaces de producir los sonidos vocales requeridos para un lenguaje oral. Su solución para comunicarse con los chimpancés fue crear un proyecto que utilizara su habilidad para crear diversos gestos corporales, pues es la forma en que se comunican en la naturaleza.
Los Gardner criaron a Washoe como si fuera un ser humano: usaba vestimenta con frecuencia y se sentaba con ellos en la mesa al momento de comer. Tenía también su propio tráiler de 2,4 x 7,3 m, equipado completamente con sala y cocina, además de tener un sofá, gavetas, un refrigerador y una cama con sábanas y frazadas. Tenía además acceso a ropa, juguetes, peines, libros y cepillos de dientes. Al igual que con una niña, se le permitió experimentar una rutina de quehaceres, juegos al aire libre y paseos en el automóvil de la familia.
Cuando Washoe cumplió los cinco años de edad, los Gardner decidieron realizar otros proyectos y la trasladaron al Instituto de Estudios en Primates (CHCI, por sus siglas en inglés) de la Universidad de Oklahoma en Norman, Oklahoma, bajo el cuidado de los Roger y Deborah Fouts. Luego se trasladó con ellos a la Universidad Central de Washington en 1980.
Durante su vida, Washoe disfrutaba el tiempo al aire libre. Le gustaba mirar revistas, libros y catálogos, sobre todo de zapatos. También le gustaba cepillarse los dientes, pintar, tener fiesta del té o de café y mirar los zapatos de las personas. Era la matriarca entre los chimpancés del CHCI, siendo afectiva con otros chimpancés y con las personas; y tenía sentido del humor.

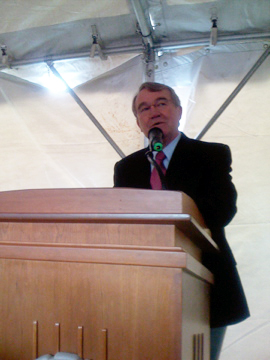
Roger Fouts, pronunciando un panegírico fúnebre sobre Washoe.

El 30 de octubre de 2007, autoridades del CHCI en el campus de la Universidad Central de Washington anunciaron que había fallecido a la edad de cuarenta y dos años, tras una breve enfermedad.

## Proyecto Washoe

### Método de enseñanza
Washoe fue puesta en un ambiente lo más parecido posible al de un niño, en un intento por satisfacer su necesidad psicológica de compañía.
Tanto los Gardner como los Fouts fueron cuidadosos de comunicarse solamente usando el ASL, suponiendo que con ello crearían un ambiente de aprendizaje menos confuso para Washoe, una técnica comúnmente usada para enseñar a los niños el lenguaje de signos.
Tras un par de años dándole seguimiento al proyecto, los Gardner y Roger Fouts descubrieron que Washoe podía aprender los gestos del ASL sin métodos de condicionamiento operante, sino que sólo observando como los humanos que la rodeaban usaban estos gestos para comunicarse. Por ejemplo, los científicos gesticulaban "cepillo de dientes" entre ellos mientras se cepillaban los dientes cerca de ella. Durante la observación, Washoe no mostraba señas de haber aprendido los gestos, sino que fue hasta ocasiones posteriores cuando ella reaccionó espontáneamente al mirar un cepillo de dientes, haciendo el gesto correcto y mostrando que de hecho sí lo había aprendido anteriormente. Además, los Gardner comenzaron a darse cuenta de que al premiar ciertos gestos con comida o cosquillas, interferían con el objetivo de crear un lenguaje de signos conversativo, así que cambiaron su estrategia de manera que toda la comida que le daban nunca estuviera yuxtapuesta con los momentos en que le daban instrucciones. En adición a esto, dejaron de hacer cosquillas como recompensa ya que generalmente producían ataques de risa. En lugar de estas recompensas, crearon un ambiente de conversación que evocaba el uso de la comunicación para acciones específicas.

### Gestos aprendidos
Washoe aprendió aproximadamente trescientas cincuenta palabras del ASL.
Para que los investigadores consideraran que Washoe había logrado aprender algún gesto, tenía que usarlo espontánea y apropiadamente por catorce días consecutivos.
Estos gestos eran luego puestos a prueba con un examen de vocabulario usando el método doble ciego, que demostraba: 
1. «Que los sujetos chimpancés pueden comunicar información bajo condiciones en las cuales la única fuente de información disponible para un observador humano son las señas del chimpancé;»
2. «que los observadores independientes están de acuerdo entre ellos;» y
3. «que los chimpancés usan las señas para referirse a las categorías naturales del lenguaje —que la seña PERRO se puede referir a cualquier perro, FLOR a cualquier flor, ZAPATO a cualquier zapato.»[21]

Entre las frases que Washoe pudo aprender, se encuentran registradas las siguientes:

(dobles comillas para las frases de Washoe y comillas individuales para las de otros)
- "Peek aboo [juego para bebés] aquí voy".
- "Bebé (muñeca) en mi bebida ( i.e. vaso)" (cuando se le mostraba una imagen).
- "Tiempo comer".
- Se le preguntaba: '¿Quién viene?', y respondía: "Mrs G" (correcto).
- "Tú, yo afuera ir", se le decía: 'OK, pero primero ropas', y Washoe se ponía su chaqueta.
- "Bien, ir" -'¿Dónde ir?'-"Tu yo Peekaboo".
- '¿Qué eso?'-"Zapato" -'¿Washoe ese zapato?' -"Tuyo" -'¿Qué color?' -"Negro".

### Combinación de los signos
Washoe y sus compañeros fueron capaces de combinar de manera innovadora los cientos de palabras aprendidas mediante gestos, creando combinaciones que nunca les fueron enseñadas, sino que las crearon ellos mismos, y que tenían distintos significados. Por ejemplo, cuando la compañera de Washoe, Moja, no sabía la seña para "termo", se refería a este como "METAL - VASO - BEBER". También se dice que luego que Washoe observaba un cisne, decía mediante signos "AGUA" y "PÁJARO". Sin embargo, el hecho de que las combinaciones de estos constituyeran o no un genuino lenguaje inventivo es algo controvertido, como afirma Herbert S. Terrace al concluir que las aparentes combinaciones de signos no se referían a un solo objeto, sino a diferentes signos individuales, que se encontrarían en un solo objeto. Así, en el ejemplo mencionado, Moja no se estaría refiriendo a un "termo" al gesticular "METAL - VASO - BEBER", sino a un objeto que: está hecho de METAL, parece VASO, y sirve para BEBER.

## Autoconsciencia y emociones
Una de las cuidadoras de Washoe se embarazó y faltó al trabajo varios días después de sufrir un aborto. Roger Fouts narra la siguiente situación:
«La gente que debería estar allí para ella y no está, con frecuencia es tratada con desdén--su manera de informarles que está molesta con ellos. Washoe le dio la bienvenida a Kat [la cuidadora] justo así cuando ella finalmente regresó para trabajar con los chimpancés. Kat le dio sus disculpas a Washoe, luego decidió decirle la verdad, signando "MI BEBÉ MURIÓ." Washoe la observó, luego bajó la cabeza. Ella finalmente centró su mirada en los ojos de Kat una vez más y cuidadosamente signó "LLORAR", tocando su mejilla y dibujando con su dedo el camino que una lágrima realizaría en un humano (los chimpancés no derraman lágrimas). Kat luego remarcó que una seña le dijo a ella más sobre Washoe y sus capacidades mentales que todas sus largas oraciones gramáticamente perfectas.»
Washoe perdió dos de sus criaturas: uno de los bebés murió al poco tiempo después de nacido, debido a una cardiopatía congénita, mientras que el otro, Sequoyah, murió por una infección de estafilococo a los dos meses de edad.
Cuando a Washoe se le mostró una imagen de ella misma reflejada en un espejo y se le preguntó qué miraba, ella respondió: "Yo, Washoe." La experta en primates Jane Goodall, quien había estudiado y vivido con chimpancés por décadas, cree que esto podría indicar algún nivel de autoconciencia por parte de Washoe, que es la capacidad de reconocerse uno mismo como un individuo separado de los demás. 
Washoe pareció experimentar una crisis de identidad cuando fue presentada por primera vez a otros chimpancés. Parecía estar en shock de descubrir que no es humana, aunque gradualmente pudo disfrutar de asociarse con otros chimpancés. También disfrutaba jugar con sus muñecas, a las que bañaba, hablaba y les creaba escenarios ficticios.
Cuando nuevos estudiantes venían a trabajar con Washoe, ella bajaba la velocidad de sus gesticulaciones para los hablantes novatos en ASL, quienes lo miraban como una señal de modestia.

## Impacto
Algunos creen que el hecho de que Washoe no sólo pudiera comunicarse, sino también formar cercanas relaciones personales con los humanos, indica que era emocionalmente sensible y ello merece un estatus moral. La doctora Mary Lee Lensvold, miembro de la dirección del Instituto para las Comunicaciones de Humanos y Chimpancés de la Universidad de Ellensburg dijo que «Washoe era un emisario que nos trajo un mensaje de respeto a la naturaleza.»
El trabajo llevado a cabo con Washoe y otros primates en la comunicación mediante señas motivó la fundación del Proyecto Gran Simio, el cual espera «incluir a los grandes simios no-humanos [chimpancés, orangutanes, y gorilas] dentro de la comunidad de iguales, garantizándoles la protección moral y legal básica que sólo los humanos disfrutan actualmente», a fin de colocarlos en la categoría moral de "personas", en vez de propiedad privada.
La publicación de los experimentos con Washoe estimularon un nuevo despertar en los estudios eruditos sobre el lenguaje de señas, debido a un amplio interés generado por la difusión de interrogantes que lograron sembrar dudas sobre las raíces biológicas del lenguaje.

## Proyecto Nim
El proyecto Nim, que tenía como sujeto al chimpacé Nim Chimpsky, nacido en 1973; fracasó en su intento de replicar los resultados del proyecto Washoe. Este fracaso se atribuye a la pobre enseñanza que recibió Nim y a su constante aislamiento en un ambiente de laboratorio esterilizado, regularmente confinado en cajas, durante toda su vida. Nim realizó la mayoría de su aprendizaje en un cuarto blanco de laboratorio de 8x8 m, con un espejo en una de las paredes, y era frecuentemente entrenado para hacer determinadas señas sin la presencia del objeto referenciado. Viviendo en este escenario, Nim no recibió el mismo nivel de nutrición, afecto y experiencias de vida, por lo que se puede sugerir que esto perjudicó su desarrollo congnitivo, de la misma manera como sucede con los niños sometidos a este tipo de ambiente.